# Coral (livro)
Coral é uma obra de Sophia de Mello Breyner Andresen, publicada em 1950, que retoma os tópicos da mitologia greco-romana que apela por uma busca do divino, da harmonia e a perfeição.